# George Parros
George James Parros (* 29. Dezember 1979 in Washington, Pennsylvania) ist ein ehemaliger US-amerikanischer Eishockeyspieler und derzeitiger -funktionär, der im Verlauf seiner aktiven Karriere zwischen 1999 und 2014 unter anderem 493 Spiele für die Los Angeles Kings, Anaheim Ducks, Florida Panthers und Canadiens de Montréal in der National Hockey League auf der Position des rechten Flügelstürmers bestritten hat. Parros, der den Spielertyp des Enforcers verkörperte, gewann mit den Anaheim Ducks im Jahr 2007 den Stanley Cup. Seit September 2017 ist er als Senior Vice President of Player Safety bei der National Hockey League angestellt.

## Karriere
Der 1,96 m große Stürmer spielte zunächst von 1996 bis 1998 im US-Bundesstaat New Jersey für die High-School-Mannschaft der Delbarton Green Wave, im High-School-Ligensystem der Vereinigten Staaten. Die Saison 1998/99 verbrachte der rechte Flügelstürmer bei Chicago Freeze in der North American Hockey League. Im Anschluss ging Parros vier Spielzeiten fürs Eishockeyteam der Princeton University mit Ligabetrieb in der National Collegiate Athletic Association aufs Eis. Während dieser Zeit wurde er beim NHL Entry Draft 1999 in der achten Runde an Position 222 von den Los Angeles Kings ausgewählt.
Nach dem Collegeabschluss wurde Parros in den Kader der Manchester Monarchs, einem Farmteam der Kings in der American Hockey League, aufgenommen. Für die Monarchs spielte der Rechtsschütze bis zum Ende der Saison 2004/05. Nach den guten Leistungen in der Lockout-Saison stand er in der folgenden Spielzeit im Stammkader der Los Angeles Kings, sein erstes NHL-Tor erzielte Parros am 20. Oktober 2005 in der Partie gegen die Dallas Stars. In diesem Spiel gelangen ihm neben dem Tor auch noch ein Assist sowie ein Kampf, eine Kombination, die inoffiziell als Gordie Howe Hattrick bekannt ist.
Am 3. Oktober 2006 wurde der US-Amerikaner von den Colorado Avalanche verpflichtet, nachdem ihn die Los Angeles Kings zuvor auf die Waiverliste gesetzt hatten. Nach zwei Einsätzen für die Avalanche wurde er am 13. November 2006 zu den Anaheim Ducks transferiert, mit denen er in der Saison 2006/07 den Stanley Cup gewann. Parros, der in fünf von sechs Saisons im Trikot der Anaheim Ducks über 100 Strafminuten auf der Bank verbrachte, stellte mit 812 Strafminuten in 356 Begegnungen der regulären Saison einen neuen Franchise-Rekord auf. Diesen hatte zuvor Dave Karpa, der von 1995 bis 1998 für die Ducks aktiv war, mit 788 Minuten in 245 Partien innegehabt.
Anfang Juli 2012 unterzeichnete der US-Amerikaner als Free Agent einen Zweijahresvertrag bei den Florida Panthers. Im Juli 2013 wurde er im Austausch für Philippe Lefebvre und einem Siebtrunden-Wahlrecht zu den Canadiens de Montréal transferiert. Dort verblieb er nur ein Jahr, da die Canadiens seinen Vertrag nicht verlängerten. Daher beendete er im Dezember 2014 seine Karriere.
Seit September 2017 ist Parros als Senior Vice President of Player Safety bei der National Hockey League angestellt, wo er Stéphane Quintal nach dreijähriger Tätigkeit ablöste.

## Spielstil
Parros galt als Enforcer, der aufgrund seiner physischen Stärke regelmäßig Faustkämpfe austrug und wurde allgemein als Rollenspieler eingesetzt, der als fixer Bestandteil der vierten Angriffsreihe galt. Positiv wurde seine mannschaftsdienliche Spielweise hervorgehoben. Als Schwachpunkte wurden seine mangelnden Skating- und Scorerqualitäten angesehen.
Parros, der für seinen Schnauzbart und die langen Haare bekannt ist, lässt sie sich jedes Jahr zu Weihnachten für wohltätige Zwecke abrasieren.

## Erfolge und Auszeichnungen
- 1999 NAJHL All-Rookie Team
- 1999 NAJHL Rookie of the Year
- 2007 Stanley-Cup-Gewinn mit den Anaheim Ducks

## Karrierestatistik
(Legende zur Spielerstatistik: Sp oder GP = absolvierte Spiele; T oder G = erzielte Tore; V oder A = erzielte Assists; Pkt oder Pts = erzielte Scorerpunkte; SM oder PIM = erhaltene Strafminuten; +/− = Plus/Minus-Bilanz; PP = erzielte Überzahltore; SH = erzielte Unterzahltore; GW = erzielte Siegtore; 1 Play-downs/Relegation; Kursiv: Statistik nicht vollständig)